# Samaisuk Krissanasuwan
Samaisuk Krissanasuwan (thailändisch สมัยศึก กฤษณะสุวรรณ; * 8. Juli 1943) ist ein ehemaliger thailändischer Radrennfahrer.

## Sportliche Laufbahn
Krissanasuwan (auch Smaisuk Krisansuwan) war im Bahnradsport und im Straßenradsport aktiv. Er war Teilnehmer der Olympischen Sommerspiele 1964 in Tokio. In der Mannschaftsverfolgung schied Thailand mit Preeda Chullamondhol, Somchai Chantarasamrit und Samaisuk Krissanasuwan in der Qualifikation aus. In der Einerverfolgung scheiterte er in der Qualifikationsrunde.
Bei den Asienspielen 1962 in Jakarta gewann Krissanasuwan die Bronzemedaille im Mannschaftszeitfahren. 1966 gewann er im Rennen über 1600 Meter die Goldmedaille und Silber in der Mannschaftsverfolgung.